# Иттерсвиллер
Иттерсвиллер (фр. Itterswiller, нем. Ittersweiler) — коммуна на северо-востоке Франции в регионе Гранд-Эст (бывший Эльзас — Шампань — Арденны — Лотарингия), департамент Нижний Рейн, округ Селеста-Эрстен, кантон Оберне. До марта 2015 года коммуна административно входила в состав упразднённого кантона Барр (округ Селеста-Эрстен).

## Географическое положение
Коммуна расположена приблизительно в 380 км к востоку от Парижа, в 34 км юго-западнее Страсбурга. Код INSEE коммуны — 67227.
Площадь коммуны — 1,18 км², население — 275 человек (2006) с тенденцией к стабилизации: 264 человека (2013), плотность населения — 223,7 чел/км².

## Население
Население коммуны в 2011 году составляло 263 человека, в 2012 году — 263 человека, а в 2013-м — 264 человека.
| 1962 | 1968 | 1975 | 1982 | 1990 | 1999 | 2006 | 2008 | 2011 | 2012 | 2013 |
| ---- | ---- | ---- | ---- | ---- | ---- | ---- | ---- | ---- | ---- | ---- |
| 283  | 300  | 305  | 262  | 248  | 270  | 275  | 276  | 263  | 263  | 264  |

Динамика населения:

## Администрация
| Период | Период | Фамилия       | Партия | Примечания |
| ------ | ------ | ------------- | ------ | ---------- |
| 2001   | 2008   | Робер Келлер  |        |            |
| 2008   |        | Венсан Киффер |        |            |

## Экономика
Основу экономики составляет виноградарство и туризм.
В 2007 году среди 153 человек в трудоспособном возрасте (15-64 лет) 122 были экономически активными, 31 — неактивными (показатель активности — 79,7 %, в 1999 году было 69,3 %). Из 122 активных работали 111 человек (62 мужчины и 49 женщин), безработных было 11 (1 мужчина и 10 женщин). Среди 31 неактивных 7 человек были учениками или студентами, 12 — пенсионерами, 12 были неактивными по другим причинам.
В 2010 году из 154 человек трудоспособного возраста (от 15 до 64 лет) 114 были экономически активными, 40 — неактивными (показатель активности 74,0 %, в 1999 году — 69,3 %). Из 114 активных трудоспособных жителей работали 109 человек (60 мужчин и 49 женщин), 5 числились безработными (один мужчина и четыре женщины). Среди 40 трудоспособных неактивных граждан 18 были учениками либо студентами, 10 — пенсионерами, а ещё 12 — были неактивны в силу других причин.

## Достопримечательности (фотогалерея)
- Церковь Сен-Реми (XIV век). Памятник истории с 1988 года[14]
  - Реликварий в стиле барокко (1667 год). Содержит мощи восьми святых
- Капитель XII века в подвале старого дома, вероятно был частью церкви Св. Екатерины монастыря Св. Петра ордена августинцев

- Вид на коммуну
- Центральная улица
- Церковь Сен-Реми

## Фестивали
В Иттерсвиллере ежегодно в конце сентября или начале октября проходит церковный фестиваль.